# Mane Attraction
Mane Attraction — четвёртый студийный альбом американской хард-рок-группы White Lion, выпущенный в 1991 году на Atlantic Records. Альбом достиг 61 позиции в чарте Billboard 200. Последний альбом группы в оригинальном составе.

## Обзор
В июле 1991 года, спустя два года написания песен и записи, вышел четвёртый альбом White Lion, названный «Mane Attraction». Альбом достиг 61 позиции в чарте Billboard 200. Продюсером альбома на сей раз стал Ричи Зито, сотрудничавший с такими исполнителями как Berlin, Cheap Trick, Мадонна и Эдди Мани. Все песни снова были написаны Майком Трампом и Братта, а сам альбом был заметно тяжелее предыдущих, хотя не потерял мелодичности, присущей White Lion.
На обложке «Mane Attraction» впервые не изображён символ группы — белый лев. Вместо него на обложку помещена фотография входа в концертный зал с логотипом группы и названием альбома, расположенными на афише.
Первым синглом стала открывающая альбом «Lights And Thunder» — самая длинная по продолжительности песня White Lion, идущая больше 8 минут. Сингл так и не достиг чартов.
Вторым синглом решено было выпустить перезаписанную заново песню «Broken Heart» из альбома «Fight to Survive». В её поддержку была снята вторая версия клипа, в которой чередовались отрезки различных выступлений группы с сюжетом разрыва отношений между Трампом и его девушкой. Но это так же не помогло в завоевании чартов.
Третьим синглом стала песня «Love Don’t Come Easy», на которую также был снят клип. Сингл сумел достичь 24 позиции в чарте Hot Mainstream Rock Tracks.
«Mane Attraction» содержит единственную в репертуаре «Белых Львов» инструментальную композицию «Blue Monday», написанную в дань памяти техасскому блюз-гитаристу Стиви Рэй Вону, разбившемуся на вертолёте 27 августа 1990 года.
Вскоре после релиза альбома Грег ДиАнжело и Джеймс Ломенцо, пробывшие в White Lion с 1984 года, ушли из группы, сославшись на музыкальные разногласия. Для продолжения концертной деятельности Трамп и Братта объединились с басистом Томми «T-Bone» Карадонной и барабанщиком Джимми Деграссо, который успел поиграть в составе Y&T.
После небольшого тура в поддержку «Mane Attraction» Трамп и Братта решили распустить группу. Последнее шоу White Lion прошло в бостонском клубе The Channel в сентябре 1991 года.

## Список композиций
- Все песни написаны Майком Трампом и Вито Братта.

1. «Lights and Thunder» — 8:10
2. «Broken Heart» — 4:09
3. «Leave Me Alone» — 4:26
4. «Love Don’t Come Easy» — 4:11
5. «You’re All I Need» — 4:29
6. «It’s Over» — 5:19
7. «Warsong» — 6:59
8. «She’s Got Everything» — 6:56
9. «Till Death Do Us Part» — 5:33
10. «Out With the Boys» — 4:35
11. «Blue Monday» — 4:23
12. «Farewell to You» — 4:22

## В записи участвовали
- Майк Трамп — вокал
- Вито Братта — гитара
- Джеймс Ломенцо — бас-гитара
- Грег ДиАнжело — ударные
- Ким Баллард — клавишные и Хаммонд B3 орган
- Джай Вайндин — фортепиано
- Рон Янг — бэк-вокал
- Томми Фандербанк
- Боб Делфрин — арт-директор
- Ларри Фримэнтл — дизайн
- Питер Миллер — обложка и чёрно-белое фото
- Аннамария Ди Сантос — цветное фото

## Синглы
- «Lights and Thunder»/«She’s Got Everything»
- «Broken Heart»/«Leave Me Alone»
- «Love Don’t Come Easy»/«Out With the Boys»